# Мин-Булак (Таласская область)
Мин-Булак (кирг. Миң-Булак, до 1980-х годов — Водное) — село в Бакай-Атинском районе Таласской области Кыргызстана. Административный центр Мин-Булакского аильного округа. Код СОАТЕ — 41707 220 833 01 0.
Административное деление:   Талас облусу, Бакай-Ата району, Миң-Булак айылы Нусубалиев Турус 105 - адрес айыл окмоту.
Официальный сайт Мин-Булак айыл окмоту https://min-bulak.aiylokmotu.kg/
Глава айыл окмоту - Жумакеева Айгул Зарылыковна

## Население
По данным переписи 2009 года, в селе проживало 2729 человек

## Известные жители и уроженцы
- Штумм, Эльза Ивановна (род. 1932) — Герой Социалистического Труда.
- Жолчубеков, Каныбек Байбекович (род. 1989) — борец греко-римского стиля, чемпион Азии.